# Trofeo Città di San Vendemiano 2024
De 64e editie van de wielerwedstrijd Trofeo Città di San Vendemiano vond plaats op 14 april 2024. De wedstrijd startte en finishte in San Vendemiano en was 171,6 kilometer lang. De wedstrijd maakte deel uit van de UCI Europe Tour, met de categorie 1.2U. Door die categorie was de wedstrijd enkel toegankelijk voor beloften. Florian Kajamini won door solo als eerste over de finish te komen.

## Uitslag
| Plaats  | Naam               | Ploeg                              | Tijd     |
| ------- | ------------------ | ---------------------------------- | -------- |
| Winnaar | Florian Kajamini   | MBH Bank Colpack Ballan            | 3u58'25" |
| 2       | Nicolò Arrighetti  | Biesse-Carrera                     | + 15"    |
| 3       | Ludovico Crescioli | Technipes #inEmiliaRomagna         | z.t.     |
| 4       | Paul Buschek       | Tirol KTM                          | z.t.     |
| 5       | George Wood        | Zappi                              | z.t.     |
| 6       | José Ramón Muñiz   | Petrolike                          | z.t.     |
| 7       | Pavel Novák        | MBH Bank Colpack Ballan            | z.t.     |
| 8       | Gal Glivar         | UAE Team Emirates Gen Z            | z.t.     |
| 9       | Mauricio Zapata    | Petrolike                          | + 22"    |
| 10      | Manuel Oioli       | Q36.5 Conti.                       | + 30"    |
| 11      | Alessandro Borgo   | CTF Victorious                     | z.t.     |
| 12      | Marco Andreaus     | CTF Victorious                     | z.t.     |
| 13      | Andrea Montoli     | Biesse-Carrera                     | z.t.     |
| 14      | Vincent John       | Rad-Net Oßwald                     | z.t.     |
| 15      | Dennis Lock        | Zalf Euromobil Fior                | z.t.     |
| 16      | Cesare Chesini     | Zalf Euromobil Fior                | z.t.     |
| 17      | Christian Bagatin  | MBH Bank Colpack Ballan            | z.t.     |
| 18      | Edoardo Zamperini  | UC Trevigiani-Energiapura Marchiol | z.t.     |
| 19      | Matteo Ambrosini   | MBH Bank Colpack Ballan            | z.t.     |
| 20      | Will Harding       | Zappi                              | z.t.     |